# Jean-Honoré de Trogoff de Kerlessy
Pour les articles homonymes, voir Trogoff.
Jean-Honoré de Trogoff, seigneur de Kerlessy, né le 5 mai 1751 à Lanmeur et mort en février 1794 en rade de Portoferraio, est un officier de marine français.
Il a combattu pendant la guerre d'indépendance des États-Unis sous le comte de Grasse. Il a été accusé d'avoir « livré la flotte française de Toulon aux Anglais » en 1793.

## Biographie

### Origines et famille
Fils de Marc Louis de Trogoff, seigneur de Kerlessy (1694-1773) et de Jeanne Eléonore Bourel de Kermès (née en 1721), Jean-Honoré de Trogoff naît le 5 mai 1751 à Lanmeur dans le diocèse de Dol, enclave de Tréguier.

### Carrière dans la marine royale (1764-1792)
Il intègre la Marine royale en tant que volontaire en 1764 et participe à la campagne de 1765 contre les pirates et corsaires de Salé. Il entre dans la compagnie des gardes de la Marine de Brest en 1767. De 1773 à 1774, il accompagne le fameux Kerguelen au cours de son second voyage aux terres australes pendant lequel il est promu au grade d'enseigne de vaisseau.

#### Guerre d'indépendance des États-Unis
Commandant ensuite, à Saint-Domingue, le brigantin le Victor, dans la guerre de l'indépendance, il enlève à l'abordage un corsaire anglais et à cette occasion, il est élevé, en mars 1779, au grade de lieutenant de vaisseau. Après avoir fait campagne avec l'amiral d'Estaing, il est nommé second sur le Glorieux, 74 canons, commandé par le baron des Cars, qui appareille dans l'escadre du comte de Grasse en mars 1781 et remporte en septembre 1781 la victoire de la Chesapeake.

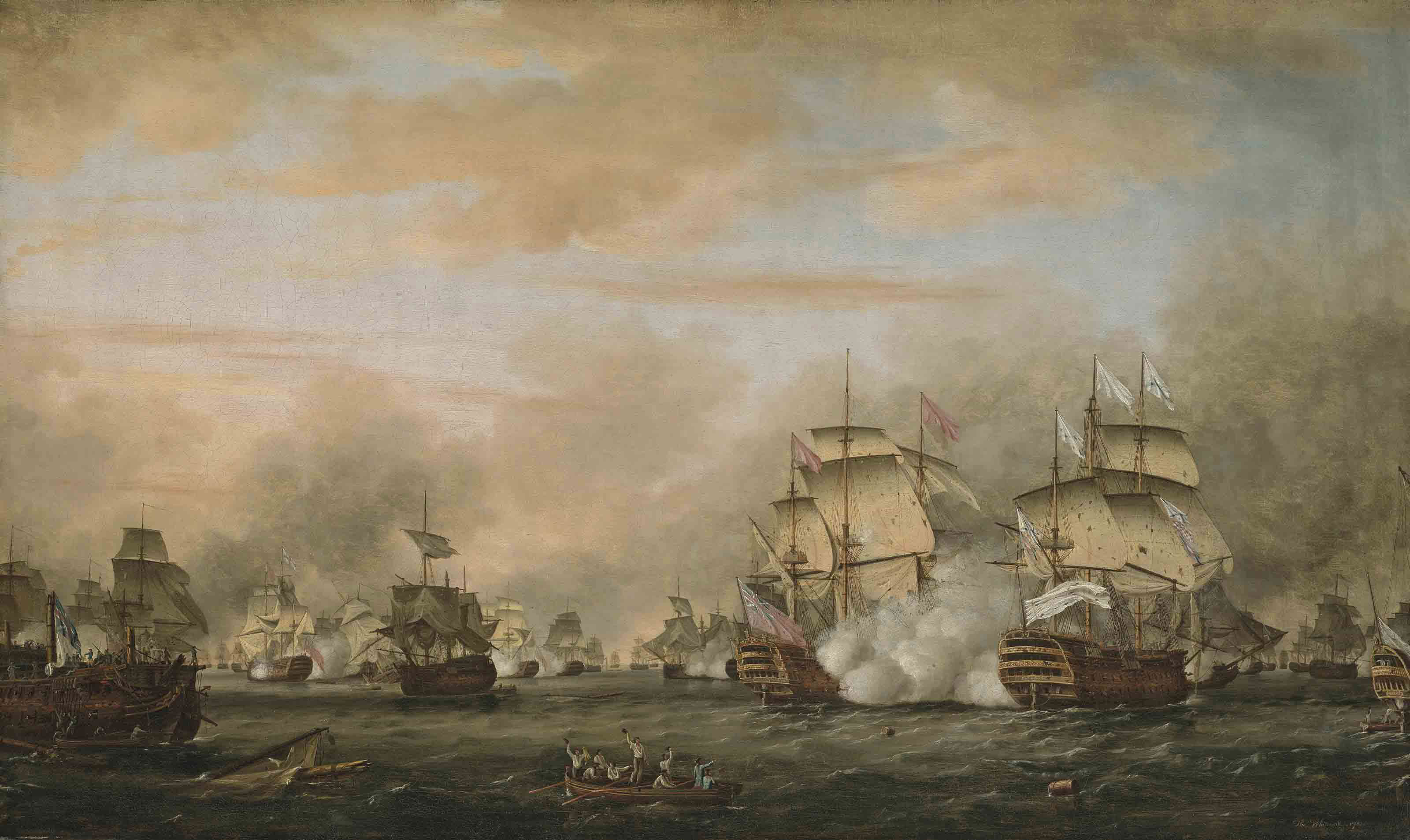
La Bataille des Saintes, 12 avril 1782

Toujours sur le Glorieux, il combat vaillamment à la bataille des Saintes, remportée, le 12 avril 1782, par l'amiral Rodney sur le comte de Grasse. Lorsque Rodney coupe la ligne française, le Glorieux se retrouve soumis aux tirs d'enfilade successifs d'une demi-douzaine de vaisseaux de ligne britannique, rapidement, son commandant est tué et Trogoff prend en charge la direction du bâtiment désemparé, après une résistance acharnée de plus de six heures et ayant perdu une bonne partie de ses hommes, tués et blessés, il amène son pavillon. Fait prisonnier en même temps que le comte de Grasse, il est libéré en 1783, son héroïque défense lui vaut d'être acquitté par le conseil de guerre de Lorient, qui rend sur Trogoff le verdict suivant :

« Le conseil décharge de toute accusation le sieur Jean-Honoré de Trogoff de Kerlessy, lieutenant de vaisseau, ayant pris le commandement du Glorieux à la place du sieur baron des Cars, tué ledit jour, 12 avril, à neuf heures du matin ; a loué et loue la conduite dudit sieur de Trogoff et son opiniâtreté dans la défense dudit vaisseau; sa résistance, sa valeur, ses ressources et sa résolution sont des titres qui lui méritent les grâces du Roi et lui assurent l'estime du corps. »

Le roi n'avait pas, du reste, attendu l'arrêt du conseil de guerre pour rendre hommage à Trogoff, et il lui avait adressé dans les prisons d'Angleterre le brevet de chevalier de Saint-Louis. Promu, en 1784, au grade de capitaine de vaisseau, sa bonne connaissance des Antilles, lui valent de recevoir plusieurs commandements à destination de Saint-Domingue, notamment sur l'Active en 1786. Il passe quelques années à Saint-Domingue où sa famille avait des propriétés, et y retourna en 1791, commandant le vaisseau le Duguay-Trouin et apportant des troupes chargées d'apaiser les troubles sanglants qui secouaient cette colonie. En relâche à Brest, le 20 août 1792, il prête à la République le nouveau serment qu'un décret de la Convention exigeait des officiers, et remet à la voile, avec le même commandement, à la fin de 1792, dans la division de La Touche-Tréville, expédiée à Naples pour venger les insultes faites à Monsieur de Sémonville, ambassadeur de France auprès de la Sublime Porte.

### Contre-amiral sous la Révolution (1792-1794)

#### Commandant de la Marine à Toulon
La division, après avoir obtenu la réparation demandée, rallie devant Cagliari la flotte du contre-amiral Truguet. Promu contre-amiral le 1er janvier 1793, Trogoff prend part, les 15 et 16 février 1793, à l'attaque générale contre la ville italienne, où le Duguay-Trouin, particulièrement engagé, soutient presque seul l'honneur de son nom et la réputation de son commandant, grièvement blessé pendant l'action.
Il est nommé commandant en chef de l'armée navale de l'Océan à compter du 25 mai 1793, avant de rejoindre la Méditerranée et en août 1793, il prend à Toulon le commandement de toutes les forces navales dans la Méditerranée et s'occupe avec activité du réarmement des vaisseaux qui avaient considérablement souffert dans l'expédition de Sardaigne.
Il fait reprendre la mer à plusieurs d'entre eux, les uns pour protéger les convois qui apportaient des blés du Levant, d'autres pour bombarder Oneglia, d'autres enfin pour croiser et entretenir des communications avec l'armée d'Italie. Après l'exécution de Louis XVI, pendant la terreur, la Convention envoie dans les provinces des émissaires aux pleins-pouvoirs pour y multiplier procès et exécutions : Trogoff est alors à Toulon et, comme les notables de cette ville, devient la cible des critiques du « Club des adorateurs de la liberté et de l'égalité ». Les efforts qu'il déploie pour sauver de l'exécution un grand nombre de « suspects » échouent : parmi les victimes figurent plusieurs de ses compagnons d'armes. Pendant trois mois, il informe le ministre de ses démarches, et prend des mesures pour assurer la sûreté de la ville et de la flotte. Mais, après la promulgation de la Constitution de juin 1793, les édiles de Toulon, de plus en plus menacés par les clubistes, décident d'« en finir avec la tyrannie d'une minorité sanguinaire » et font arrêter les principaux membres de ce club jacobin ainsi que les représentants en mission Pierre Baille et Charles Beauvais. Les Toulonnais élisent, le 14 juillet, un « comité général » composé de délégués de chaque section pour les juger. Toutefois, pour ne pas se mettre en opposition avec le gouvernement central, à ce comité l'on adjoint Trogoff et d'autres chefs militaires, avec voix consultative. En même temps on autorise à nouveau l'exercice public du culte catholique tout en conservant la forme et les couleurs républicaines.
Le 12 août, Trogoff signe, avec le « comité général », une adresse à « tous les citoyens de France » pour leur expliquer le changement opéré dans l'administration de Toulon, et une seconde adresse au Conseil exécutif et à Jean Dalbarade, le ministre de la Marine, pour leur demander les fonds nécessaires à la solde de la garnison et de l'armée navale. Le Comité de salut public considère ces actions comme une « trahison », met Toulon hors la loi et ordonne à l'armée du général Jean-François Carteaux d'assiéger la ville.

### Siège de Toulon et ralliement de la flotte aux Anglais

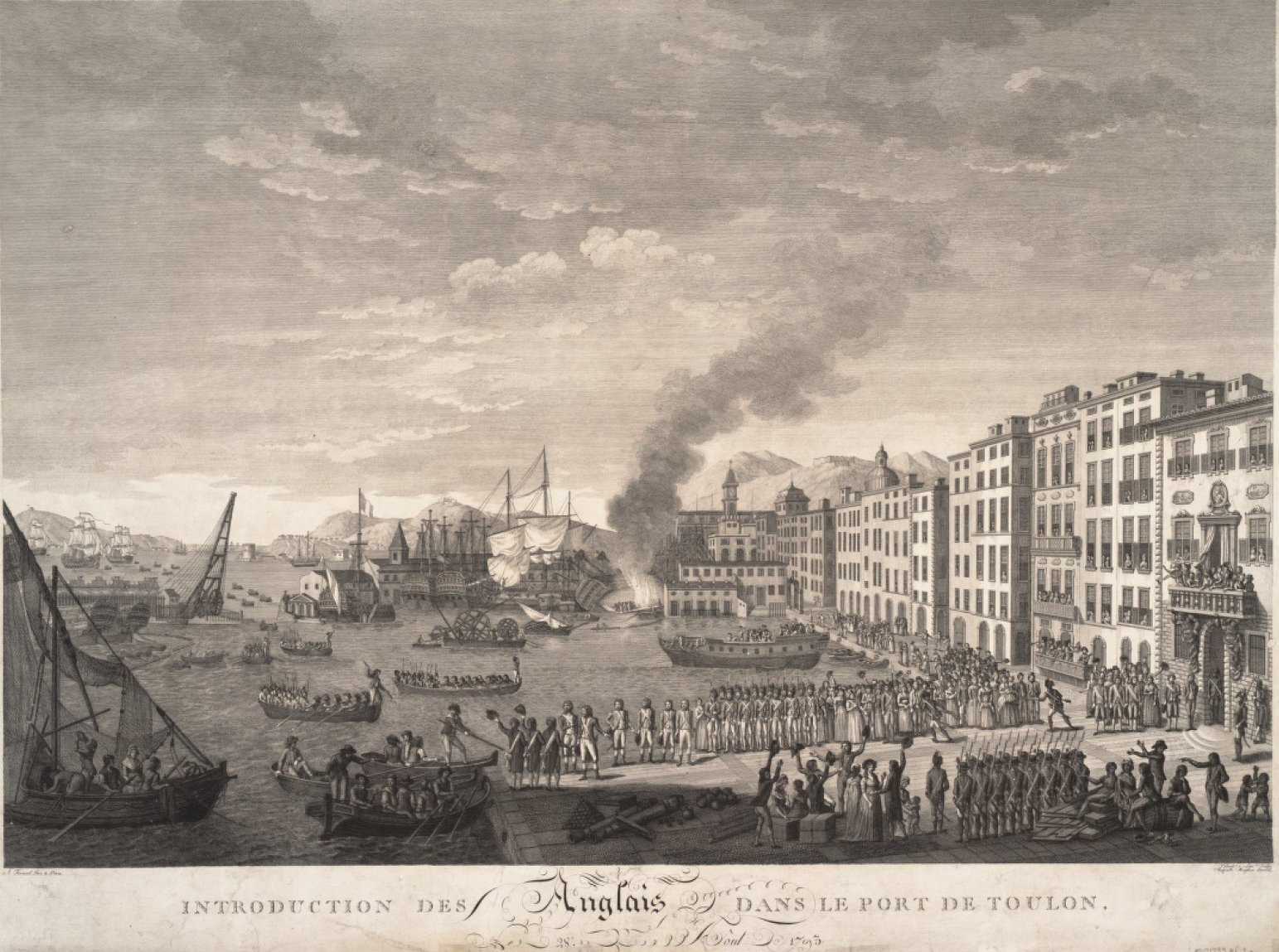
Introduction des Anglais dans le port de Toulon (gravure de 1890) : accueil des officiers la flotte anglaise en août 1793. Au premier plan à droite, la mairie. Le feu au dernier plan fait partie du carénage d'un vaisseau.

Le comité général des sections, craignant la vengeance annoncée de la Convention, décide à proclamer roi Louis XVII et à ouvrir, au nom de ce souverain fictif, la rade de Toulon et son port militaire à la flotte anglo-espagnole. L'un des adjoints de Trogoff, Jean-René Chabon, refuse cette mesure et rejoint le camp républicain avec 300 marins. Pour la Convention et pour l'historiographie française par la suite « Le traître Trogoff livra la flotte et l'arsenal aux Anglais, le patriote Chabon en sauva ce qu'il put ».
Dans les faits, c'est le jeune contre-amiral, nouvellement nommé, Jean Honoré de Trogoff qui gère le chaos dans Toulon et sur le port. Truguet vit son histoire d'amour avec Pauline Bonaparte, Dalbarade n'est intéressé que par lui même et Trogoff est fait prisonnier par les sections royalistes pendant quelques jours. C'est son adjoint Saint-Julien qui négociera la reddition de Toulon. Plusieurs dizaines de vaisseaux sont saisis par la Royal Navy. Trogoff est relâché. Menacés de tiédeur Dalbarade, Truguet, Carteaux chargent Trogoff qui ne pourra pas se défendre mort de déshonneur devant la citadelle de Portoferrajo (Ile d'Elbe) - Sources correspondance retrouvée de l'Amiral Hood via son descendant, avocat, en 2023.
Maximin Isnard, alors député du Var à la Convention et régicide, donc clairement républicain, de tendance girondine, juge ainsi le choix de Trogoff : 

« Il fallait fléchir devant la Montagne ou devant la flotte anglaise, se livrer à la merci de Robespierre et de Fréron ou de l'amiral Hood. Ceux-là nous apportaient des échafauds, celui-ci promettait de les briser ; les uns nous donnaient la famine, l'autre s'engageait à nous fournir des grains… Une portion des habitants eut la faiblesse de préférer le pain à la mort ; la Constitution de 1791 au Code anarchique de 1793 ; le régime ancien mitigé, au régime nouveau de la Terreur ; la tyrannie future des princes à la tyrannie présente de Fréron et à la dictature de Robespierre. Quel que soit ce crime, la Montagne et Fréron doivent se le reprocher : leur usurpation, leur cruauté, leurs crimes, en furent la seule cause »

.
Le 9 septembre, Trogoff est mis hors la loi. Le 18 décembre, alors que William Sidney Smith, l'un des commandants de la flotte anglaise en retraite, met le feu au magasin général et à huit vaisseaux de ligne française, il embarque avec la flotte britannique, émigre et meurt d'une épidémie en février 1794 à bord du Commerce de Marseille, en rade de Portoferraio (île d'Elbe). Pendant ce temps, Jacques François Dugommier et Napoléon Bonaparte avaient repris Toulon pour la République.
Les informations en provenance de l'Amiral Hood donnent à penser que "Trogoff est mort de peine."

## Mariage et descendance
Trogoff a épousé le 20 avril 1780 Claude-Louise l'Honoré de Trévigon. Ils n'eurent pas de descendance.

## Sources
: document utilisé comme source pour la rédaction de cet article.
- Maurice Agulhon (dir.), Histoire de Toulon, Toulouse, Privat, 1980.
- Georges Six (préf. André Lasseray), Dictionnaire biographique des généraux et amiraux français de la Révolution et de l'Empire : 1792-1814, t. 2 /, Paris, Librairie historique et nobiliaire, 1934 (OCLC 965221682, lire en ligne)
- Luc Corlouër et Pierre Gagnaire, L'amiral de Trogoff : marin et gourmet, Guimaëc, le Cormoran éditions, 2021, 250 p. (ISBN 978-2-916-68729-2 et 2-916-68729-7, OCLC 1310230705).
- Fulgence Girard « Toulon livré aux Anglais » dans La France Maritime, édition 1837, vol. 3, p. 302 : Contexte et déroulement du siège de Toulon, vu par un républicain en 1837, lecture en ligne.
- Lettres inédites de l'Amiral Hood sur l'affaire Trogoff retrouvées par l'avocat londonien Henry Hood en 2023 (archives Corlouer)